# 史欣
史欣（1987年1月13日—），江苏南京人，退役中國女子花樣游泳運動員。2006年因大腿患骨囊肿而做过大手术，医生在她的患处装上一塊鋼板；數年後，她帶著傷患重投花樣游泳的訓練和比賽，因而得到「鋼板美人魚」的稱號。

## 簡歷

### 花样游泳生涯
史欣在6歲時被体操教练選進玄武区体校，開始接受艺术体操训练；因身材修長，8歲時在教練的建議下轉練花样游泳。她在轉項不夠半年便取得全国青少年花样游泳冠军，並成為江苏队的正式队员；14歲的她已獲得全運會的參賽資格。四年後（2005年）她就在家乡南京舉行的十运会中，代表江蘇隊获得了花樣游泳比賽集体項目的金牌。
2006年，史欣證實患了骨囊肿，需接受大手術醫治，醫生並在她的左腿裝上一塊鋼板。此後3年，她雖然不斷強忍痛楚堅持訓練，但仍不幸落選北京奥运会的代表隊。2009年，史欣獲重召與隊友遠赴意大利羅馬參加世界游泳錦標賽花樣游泳比賽，在自由組合奪得銀牌。
2010年9月，史欣在江苏常熟舉行的花样游泳世界杯单人自由自选比赛，憑藉主题为《怒放》的表演，以95.50分贏得亞軍；此亦為中国花游队在该项目上的歷來最佳的成績。同年11月，她與隊友參加廣州亞運會花樣游泳比賽的自由組合比賽，奪得金牌。

### 退役
史欣在2010年初取出腿上的鋼板，但此後腿痛卻未有減緩，而且患處還有大量積水，這使她無法長期維持龐大运动量的训练和比赛。她終在年底向国家队和南京体院游泳系遞交了退役申請。退役後，她進了北京體育大學讀書。

## 主要成績
- 2005年

全運會花樣游泳比賽 團體 金牌
- 2007年

全国花样游泳冠军赛 A组单人自由自选 亞軍
- 2008年

全国花样游泳冠军赛 单人自由自选 冠軍
- 2009年

全運會花樣游泳比賽 團體 銅牌
世界游泳錦標賽花樣游泳比賽 自由组合 銀牌
- 2010年

花样游泳世界杯 单人、自由组合 銀牌
亞洲運動會花樣游泳比賽 自由组合 金牌

## 外部連結
- 史欣：为集体带伤也要尽力坚持（视频）（简体中文）